# 地方債協会
一般財団法人地方債協会（ちほうさいきょうかい）は、「地方債の安定した発行と適切な管理を図ることにより地方財政の運営の円滑化と住民福祉の向上に寄与すること」を目的として昭和54年4月に設立された財団法人である。元総務省所管。

## 概要
全国知事会・全国市長会・全国町村会の地方公共団体代表三団体、地方財務協会及び日本宝くじ協会が共同して昭和54年4月に設立。地方財政の運営の円滑化と住民福祉の向上等に寄与することを目的として地方債に関連した情報提供や研修会等を行っている。

### 組織
- 理事長　白崎徹也（元総務省郵政行政局次長）
- 所在地　東京都千代田区一番町25番地　全国町村議員会館8階（平成21年８月24日移転）

　　　　　（旧所在地：東京都千代田区永田町2-11-1　山王パークタワー25階）

#### 正会員
都道府県・政令指定都市：64団体
特別区・市町村：171団体
関係事業団体等：4団体

#### 賛助会員
銀行：62行
証券会社：26社
その他民間機関等：40社

### 主な事業
- 地方債月報・季刊の発行
- 地方債統計年報や地方債便覧の作成
- 市町村への地方債情報・地方債速報等を情報の提供
- 地方債に関する調査研究
- 地方債に関する研修会・講習会・講演会の開催
- 地方債のＩＲ活動